# Bình Thuận, Trường Trị

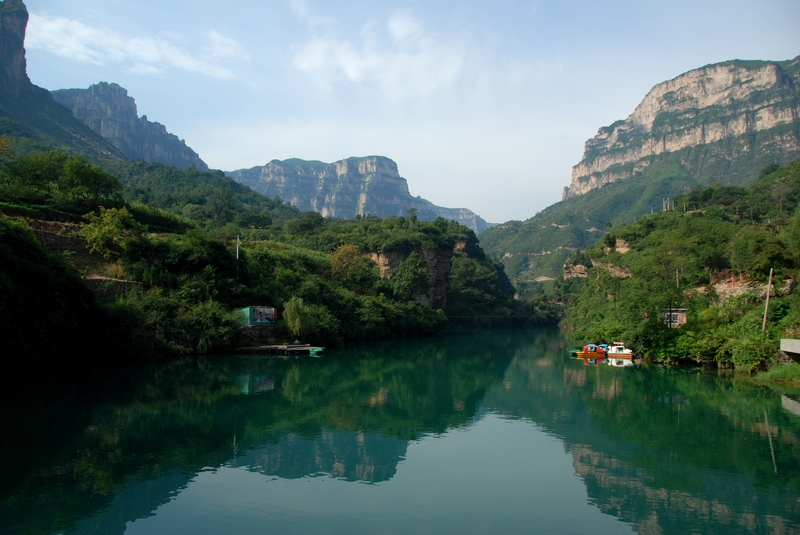
Bình Thuận, Trường Trị

Bình Thuận (chữ Hán giản thể: 平顺县, âm Hán Việt: Bình Thuận huyện) là một huyện thuộc địa cấp thị Trường Trị, tỉnh Sơn Tây, Cộng hòa Nhân dân Trung Hoa. Huyện Bình Thuận có diện tích 1550 kilômét vuông, dân số năm 2002 là 160.000 người. Huyện Bình Thuận được chia thành 4 trấn và 16 hương.
- Trấn: Thành Quan, Miêu Trang, Long Trấn, Thạch Thành.
- Hương: Tây Câu, Thực Hội, Dương Cao, Bắc Đam Xa, Vương Gia, Hồng Thê Quan, Phù Lan Nham, Thạch Diêu Than, Dương Lão Nham, Trung Vương Tỉnh, Hạnh Thành, Ngọc Hiệp Quan, Bắc Xã, Đông Thanh Bắc, Dương Tỉnh Để, Đông Tự Đầu.